# 광양축구전용구장
| 광양축구전용구장 |

광양축구전용구장(光陽蹴球專用球場, Gwangyang Football Stadium)은 대한민국 광양시에 있는 축구 경기장이다. 광양제철소 내에 위치한 관중석 13,496석 규모의 축구 전용 구장으로, 대한민국에서 2번째로 개장한 축구 전용 경기장이다.

## 역사
1992년 1월에 착공하여 1992년 9월에 완공된 후, 1993년 3월 4일 포항제철 아톰스와 중국 다롄 스더의 개장 경기를 시작으로 당시 포항제철 아톰스의 제2 홈 경기장으로 사용되어 프로축구 경기들이 개최되었는데 1994년 9월 27일에는 포항제철 아톰스와 자매결연을 맞은 가시마 앤틀러스와의 친선경기 1차전이 이 곳에서  개최됐다.
이후 1994년 12월 16일 전남 드래곤즈가 창단되어 K리그에 참여하면서, 1995년 3월 아디다스 컵부터 전남 드래곤즈의 홈구장으로 사용되고 있다.
남쪽 관중석 뒤에 천연색 전광판 1개를 갖추고 있으며, 원폴형 조명타워가 설치되어 있는데 1996년 5월 19일 처음 야간경기가 열렸다.

## 기록

### 2007년 피스컵
| 날짜            | 팀 1          | 스코어 | 팀 2           | 라운드 |
| --------------- | ------------- | ------ | -------------- | ------ |
| 2007년 7월 12일 | CD 과달라하라 | 5 - 0  | 라싱 산탄데르  | A조    |
| 2007년 7월 17일 | CD 과달라하라 | 1 - 0  | 성남 일화 천마 | A조    |

### 2007년 FIFA U-17 월드컵
| 날짜            | 팀 1       | 스코어 | 팀 2       | 라운드 |
| --------------- | ---------- | ------ | ---------- | ------ |
| 2007년 8월 19일 | 나이지리아 | 2 - 1  | 프랑스     | D조    |
| 2007년 8월 19일 | 일본       | 3 - 1  | 아이티     | D조    |
| 2007년 8월 22일 | 아이티     | 1 - 1  | 프랑스     | D조    |
| 2007년 8월 22일 | 일본       | 0 - 3  | 나이지리아 | D조    |
| 2007년 8월 25일 | 스페인     | 1 - 1  | 아르헨티나 | C조    |
| 2007년 8월 29일 | 가나       | 1 - 0  | 브라질     | 16강   |
| 2007년 8월 30일 | 나이지리아 | 2 - 1  | 콜롬비아   | 16강   |

## 사진

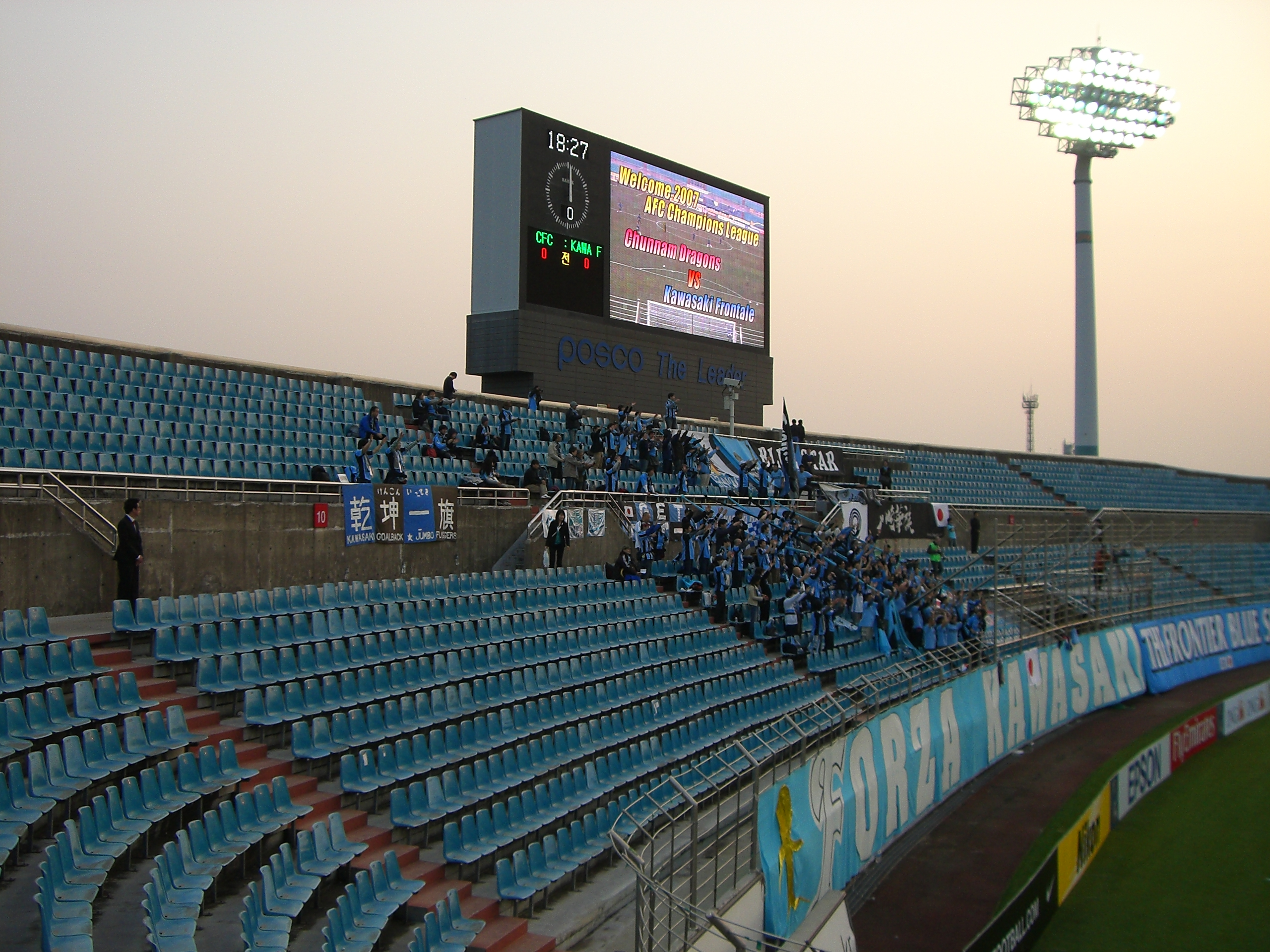
ACL 2007 전남 드래곤즈 vs 가와사키 프론탈레
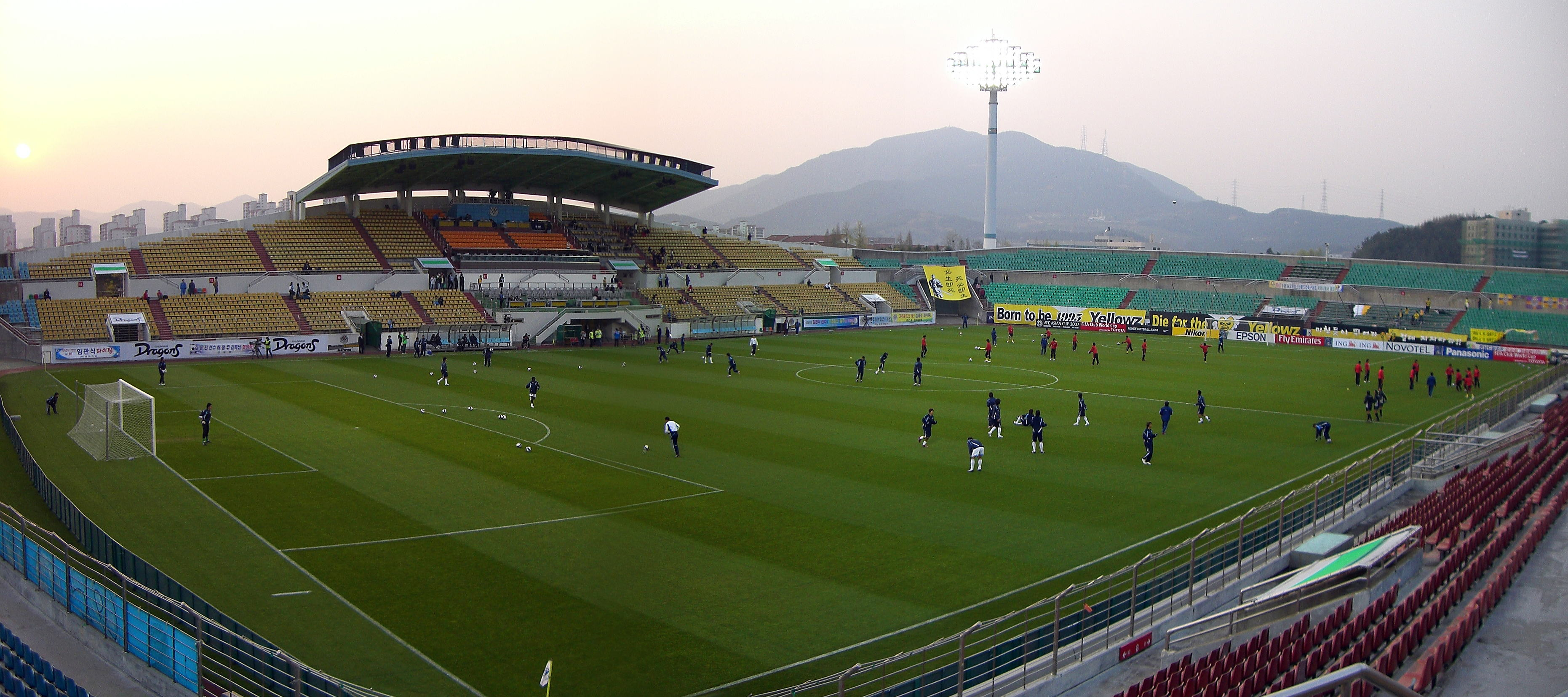
주 경기장 내부

## 참고 문헌
- 〈광양전용구장〉. 《두피디아》. 두산.

## 같이 보기
- 전남 드래곤즈